# Алхімік (оповідання)
Алхімік (англ. The Alchemist) — оповідання американського письменника Говарда Лавкрафта, написане у 1908 році, коли Лавкрафту було 17 або 18 років, і вперше опубліковане у листопадовому номері журналу "United Amateur" за 1916 рік.

## Сюжет
Розповідь ведеться від першої особи - головного героя, графа Антуана де Сі. Сотні років тому шляхетний предок Антуана став винуватцем смерті темного чаклуна Мішеля Мове. Син чаклуна, Шарль ле Сорсьє, присягнувся помститися не лише йому, а й усім його нащадкам, прирікши їх на смерть по досягненні 32-річного віку.
Головний герой розповідає, що всі його предки померли загадковим чином у віці близько 32 років. Рід зменшився, а замок почав занепадати, вежа за вежею. Зрештою, Антуан залишився єдиним, з одним бідним слугою П'єром, який виховав його, і крихітна частина замку з однією вежею все ще придатна для використання. Антуан досяг повноліття, і наближається його 32-й рік.
Зрештою, його слуга помирає, залишаючи його зовсім самотнім, і він починає досліджувати зруйновані частини замку. В одній з найстаріших частин він знаходить лаз. Нижче він виявляє прохід із замкненими дверима в кінці. Щойно він розвертається, щоб піти, як чує шум позаду себе і бачить, що двері відчинені, а в них хтось стоїть. Чоловік намагається вбити його, але Антуан вбиває його першим. З його передсмертних слів стає зрозуміло, що це не хто інший, як Чарльз, якому вдалося успішно виготовити еліксир життя, що дозволило йому особисто виконувати прокляття покоління за поколінням.